# Jerzy Wilk (1933–2010)
Jerzy Wilk (ur. 1 grudnia 1933 w Piotrkowicach, zm. 8 stycznia 2010 w Warszawie) – polski polityk, poseł na Sejm PRL IX kadencji.

## Życiorys
Syn Walentego i Rozalii. W 1953 został nauczycielem i kierownikiem internatu w Zasadniczej Szkole Zawodowej w Łaziskach Górnych, gdzie od 1955 do 1961 pełnił funkcję sekretarza prezydium Miejskiej Rady Narodowej. W 1968 ukończył socjologię w Wyższej Szkole Nauk Społecznych, a w 1971 nauki polityczne na Uniwersytecie Warszawskim. W 1971 ukończył trzymiesięczny kurs w Wyższej Szkole Partyjnej w Moskwie.
Od 1961 do 1978 pełnił różne funkcje w Komitetach Miejskich oraz Powiatowych Polskiej Zjednoczonej Partii Robotniczej (do której należał od 1955) na Górnym Śląsku oraz w Komitecie Wojewódzkim w Katowicach. Od 1 listopada 1978 do 1982 był zastępcą kierownika w Wydziale Pracy Ideowo-Wychowawczej w Komitecie Centralnym PZPR. 5 lutego 1982 został I sekretarzem Komitetu Wojewódzkiego PZPR w Legnicy. W latach 80. wchodził również w skład Rady Redakcyjnej organu teoretycznego i politycznego KC PZPR „Nowe Drogi”.
W 1985 uzyskał mandat posła na Sejm PRL IX kadencji w okręgu Legnica. Zasiadał w Komisji Budownictwa, Gospodarki Przestrzennej, Komunalnej i Mieszkaniowej, Komisji Obrony Narodowej, Komisji Nadzwyczajnej do rozpatrzenia projektu ustawy o zmianie ustawy Ordynacja wyborcza do rad narodowych oraz w Komisji Nadzwyczajnej do rozpatrzenia projektu ustawy Prawo o stowarzyszeniach oraz projektów ustaw dotyczących związków zawodowych. W wyborach parlamentarnych w 1989, ponownie w okręgu legnickim, bez powodzenia z listy PZPR ubiegał się o reelekcję.